# IAS-maskinen

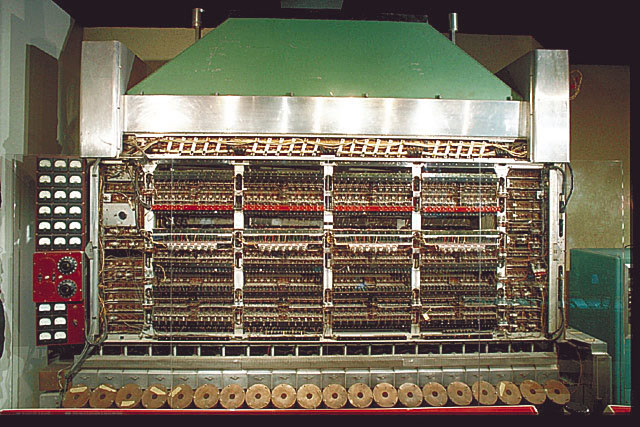
IAS-maskinen på utställningen på the Smithsonian Institution National Museum of American History i Washington

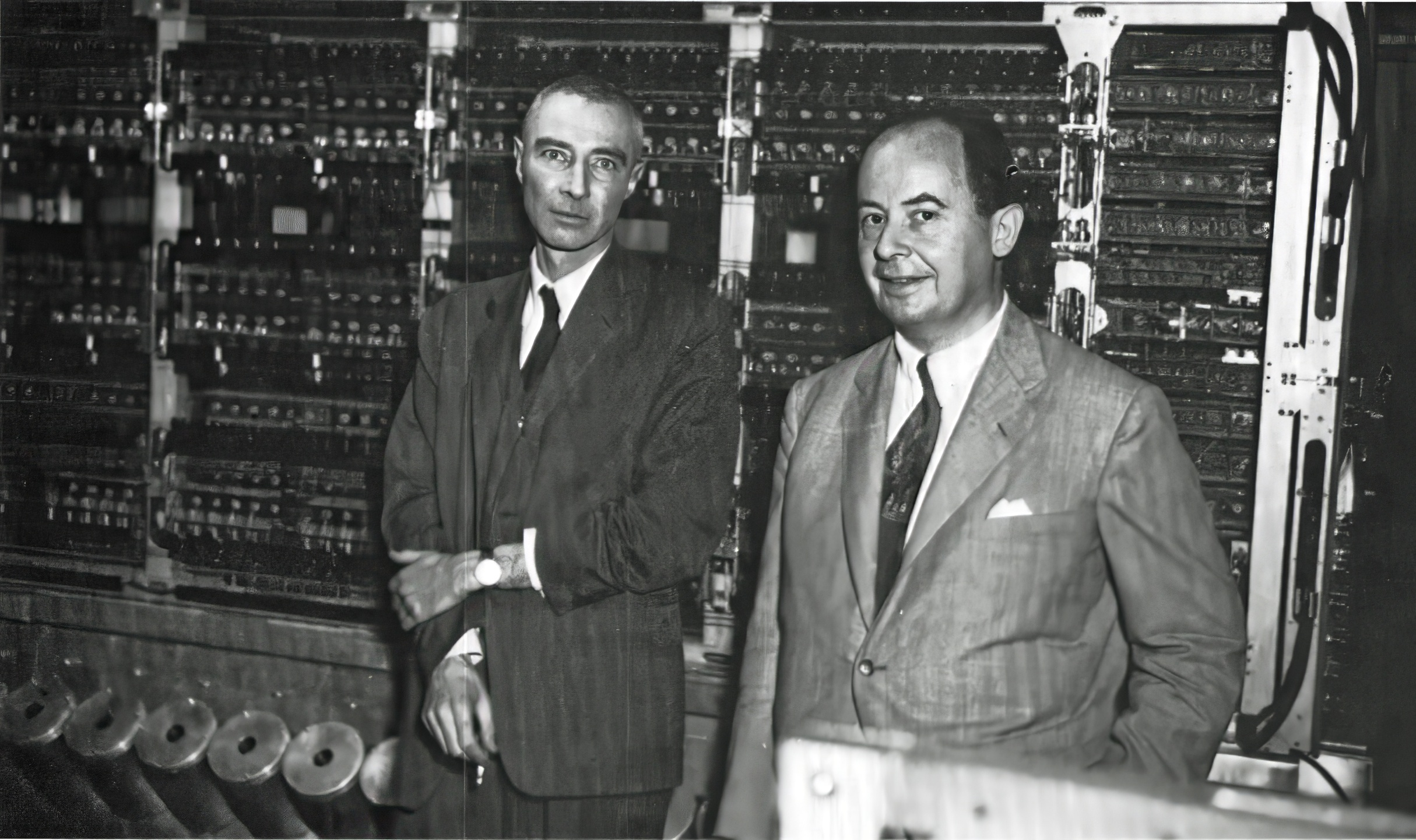
Robert Oppenheimer och John von Neumann framför IAS-maskinen

IAS-maskinen var den första elektroniska dator som byggdes vid Institute for Advanced Study i Princeton, New Jersey, i USA mellan 1945 och 1951 under ledning av John von Neumann. Det officiella namnet var Electronic Computer Project.

## IAS-maskinens inflytande på Sverige
För Sverige fick IAS-maskinen ett direkt inflytande på den svenska datorutvecklingen, då Ingenjörsvetenskapsakademien år 1947 beslutade att sända fem stipendiater till USA för att studera den nya datortekniken. En av dessa var Erik Stemme som anlände till Princeton in januari 1948 och placerades i "engineering"-gruppen där han arbetade med det så kallade selektronröret och var i kontakt med gruppen runt von Neumann och Robert Oppenheimer. Herman Goldstine som via Stig Ekelöf var Sveriges huvudsakliga kontakt med USA:s datorutveckling nämner även Erik Stemme som en av det 20-tal personer som hade inflytande över IAS-maskinens tillkomst.
När den första svenska helt elektroniska datorn BESK konstruerades var denna ur programmeringssynpunkt en kopia av IAS-maskinen, även om BESK rent elektroniskt sett var en nykonstruktion.